# 小协约国

綠色國家是小協約國

小協約國（法語：Petite Entente），為1920年、1921年間，由捷克斯洛伐克、羅馬尼亞及南斯拉夫共同組成的一個同盟。同盟目的為了抑制匈牙利的民族統一主義及领土收复主义，以及阻止哈布斯堡王朝的重建。法國為支持這個同盟，與小協約國的盟國簽訂了多條條約。
小協約國於1920年建立，在1936年開始崩解，至1938年同盟已完全解散。法國曾認為小協約國是一個保障法國安全機會，因為它認為可以重建對德國的兩線夾擊威脅。

## 起源
為奧匈帝國的繼承國（如捷克斯洛伐克等）建立共同防禦的企圖，在巴黎和會首次出現。共同防禦的最重要及最熱衷的倡議者，是捷克斯洛伐克的外交部長愛德華·貝奈斯。他由1918年起，即擔任捷克斯洛伐克外交部長至1935年。貝奈斯在建立小協約國中有重要角色，他被認為是小協約國的真正創始者。
貝奈斯提出的同盟的最明顯目的是，阻止匈牙利再度強大，並且防止哈布斯堡王朝的重建。但實際上同盟的真正目的是，阻止任何歐洲國家破壞成員國的獨立。貝奈斯希望可以嬴得無論匈牙利，或是其他歐洲強國，如英國、法國和德國等的尊重。除此之外，小協約國亦為了加強成員國在國際事務上的影響力。
另一個對小協約國建立背景的說法，則表示小協約國是基於考慮到一戰以後歐洲的勢力平衡。法國計劃與德國的鄰國建立合作，遏止任何可能發生的德國侵略行動。在一次大戰以前，作為法國盟友的沙俄是十分適合。但沙俄於一戰後期即已解體，新成立的共產蘇聯拒絕與資本主義的法國合作，因此法國轉而尋找既奉行資本主義又與德國接壤的國家。因為小協約國滿足了這些條件，法國強烈支持小協約國的建立。

## 建立
捷克斯洛伐克與南斯拉夫王國間集體防禦的協定於1920年8月14日於貝爾格萊德簽訂。條約保證若匈牙利無故對簽約國發動攻擊，成員國相互協助抵抗攻擊。 1921年2月10日，雙方於貝爾格萊德交換批准條約。隨即貝奈斯建議加入與羅馬尼亞王國在1920年8月17日的同盟，但優柔寡斷的羅馬尼亞政府卻拒絕。儘管上述條約已簽訂，但仍未被認為是正式的盟約。
真正盟約簽訂如下：
- 羅馬尼亞與捷克斯洛伐克的條約，於1921年4月23日在布加勒斯特簽訂。[5] 雙方於5月27日交換了確認。

- 南斯拉夫與羅馬尼亞的條約，於1921年6月7日在貝爾格萊德簽訂。

- 捷克斯洛伐克與南斯拉夫的條約，於1922年8月31日在貝爾格萊德簽訂。

上述條約擁有與1920年8月14日簽訂的條約的一樣要求。同樣重申若匈牙利對成員國無故攻擊，其他成員國須互相協助抵抗。另外，成員國亦通過一條特別軍事盟約，以定義互相協助抵抗。直至這些條約落實為止，一些臨時措施被成員國採用。小協約國的成員國並保證，合作對匈牙利採取共同外交政策。
在小協約國建立期間，盟國證明了它對阻止哈布斯堡王朝復辟的決心。首先，卡爾一世於1921年3月26日，從瑞士回到匈牙利。他宣稱擁有匈牙利王權，但這行動既沒有得到匈牙利攝政，霍爾蒂·米克洛什的承認，亦未有得到小協約國的支持。因此卡爾一世被逼於4月1日離開匈牙利。同年10月20日，卡爾一世再度回到匈牙利，並重申其宣稱。事態由於卡爾一世設法取得部份軍隊的支持，而變得複雜。
小協約國在貝奈斯的督促下，迅速作出了反應。同盟的成員國開始動員軍隊，並威脅他們會迅速直接干涉。除此之外，其他歐洲國家亦顯示了對卡爾一世復位企圖的反對。因應這些環境下，匈牙利政府擊敗了卡爾一世的追隨者，並於1921年10月24日逮捕了他。匈牙利雖不願剝奪卡爾一世的頭銜，但小協約國武力干預的威脅卻逐漸升級。最終於同年11月10日，匈牙利政府通過法令，廢除了卡爾一世的君主權利。

## 鞏固
雖然在對抗哈布斯堡王朝復辟中，小協約國取得了明確勝利，但是這事件過後伴隨著同盟內部不斷升溫的緊張關係。1922年4月10日至5月19日間，热那亚會議召開。會議顯示了成員國間的意見分歧。問題產生是因為歐洲各國可能承認蘇聯。由於捷克斯洛伐克主要是工業化國家，她傾向於改善與蘇聯關係，並承認蘇聯政權。另一方面，南斯拉夫及羅馬尼亞則是農業國家，對與蘇聯的經濟合作毫無興趣。話雖如此，小協約國的成員仍然均視蘇聯為一大威脅。
在1920年代，法國執行其政策，拉緊與小協約國的關係，並成為它的重要支持者。因此法國與捷克斯洛伐克、南斯拉夫及羅馬尼亞簽訂了一系列友好條約，以建立法國與她們的關係。這些條約如下：
- 法國與捷克斯洛伐克的同盟及友好條約，於1924年1月25日在巴黎簽訂。條約效力為永久。

- 法國與羅馬尼亞友好條約，於1926年6月10日在巴黎簽訂。原本條約只維持10年效力，在1936年11月8日再度續約10年。

- 法國與南斯拉夫的友好條約，於1927年11月1日在巴黎簽訂。原本條約只維持5年效力，在1932年11月10日及1937年12月2日再度續約。

這些條約強制參與國要互相諮詢對方的外交政策，確保參與國的安全。
小協約國的成功表現，最終結果是其制度化。本著這個目標，小協約國系統於1933年2月16日建立於日內瓦。為成員國間的長遠合作，提供了一個法律框架。根據條約，一個常設會議與常任秘書處將會設立。前者是三國的外交部長定期會面，而後者則是處理小協約國的日常運作。會議將會設在各參與國首都，並每年至少召開3次，因而提高參與國間正常的外交政策協調。此外，小協約國亦將經濟會議加入組織架構中，顯示成員國間亦希望經濟利益合作。

## 解散
1933年後，德國的再度崛起削弱法國在小協約國的影響力。
為了法國的安全利益，法國將小協約國視為迫使德國面對兩線戰爭的機會。1934年，面對威脅的克羅埃西亞烏斯塔沙，可能還有義大利、匈牙利和保加利亞，支持革命家弗拉多·切爾諾澤姆斯基。切爾諾澤姆斯基暗殺了南斯拉夫國王亞歷山大一世，和法國外交部長路易·巴尔杜。兩位被害者是小協約國的主要支持者。
1938年，本來大力對抗他國吞併三國領土的法國開始減少其支持力道。8月22日，法國簽署布萊德協定，放寬特里亞農條約對匈牙利的限制。9月30日，法國簽署慕尼黑協定，將捷克部分領土允諾給德國。

## 備註
1. ↑  Zeman and Klimek 1997: 89
2. ↑  Gordon and Gilbert 1994: 112
3. ↑  Spielvogel 2005: 751
4. ↑  Text in League of Nations Treaty Series, vol. 6, pp. 210-213.
5. ↑  Text in League of Nations Treaty Series, vol. 6. pp. 216-219.
6. ↑  Glasgow 1926: 103-104
7. ↑  Dowling 2002: 43
8. ↑  Protheroe 2006: 87
9. ↑  Fink et al. 2002: 187-190
10. ↑  Osmanczyk 2002: 632
11. ↑  Schlesinger 1998: 421
12. ↑  Ragsdale 2004: 10)
13. ↑  Gordon Wright, "The Ordeal of Total War: 1939-1945", Harper Torchbooks 1968, pp. 12
14. ↑  Crown of Thorns: The Reign of King Boris III of Bulgaria, 1918-1943, Stephane Groueff,	Madison Books, 1998, ISBN 1461730538, p. 224. （页面存档备份，存于）